# Deutsch-amerikanisches Abkommen vom 10. August 1922
Das deutsch-amerikanische Abkommen vom 10. August 1922 war ein völkerrechtlicher Vertrag, der Ansprüche der Vereinigten Staaten gegenüber dem damaligen Deutschen Reich infolge des Ersten Weltkriegs aufgrund des Separatfriedens zwischen beiden Staaten regelte. Die Tätigkeit der aufgrund des Vertrages gebildeten Kommission – meist als German American Mixed Claims Commission oder Mixed Claims Commission (United States and Germany) bezeichnet – dauerte 10 Jahre. Hintergrund war, dass die Vereinigten Staaten den Friedensvertrag von Versailles nicht ratifiziert hatten.

## Gegenstand des Vertrages
- Vermögensrechtliche „Ansprüche amerikanischer Bürger … aus der Schädigung oder Beschlagnahme ihrer Güter, Rechte und Interessen“
- „Andere Ansprüche aus Verlust oder Schaden, den die Vereinigten Staaten oder ihre Staatsangehörigen infolge des Krieges durch Verletzung von Personen oder von Gütern, Rechten und Interessen … erlitten haben“
- „Schulden der Deutschen Regierung oder deutscher Staatsangehöriger an amerikanische Bürger“

## Verfahren der Regelung
Beide Regierungen sollten je einen Kommissar ernennen und für den Fall eines Dissenses einen Unparteiischen auswählen. Die Kommission hatte die Ansprüche zu prüfen und hierüber zu entscheiden. Jede der beiden Regierungen konnte einen Sekretär ernennen und „auch irgendwelche andere erforderlichen Beamte zur Unterstützung bei der Ausübung ihrer Aufgaben ernennen und anstellen.“ Ferner konnten die Regierungen „Vertreter und Anwälte bestimmen, die der Kommission mündliche oder schriftliche Beweisgründe unterbreiten können.“

## Wirkung der Entscheidungen der Kommission
Nach Art. 6 Abs. 3 waren die Entscheidungen der Kommission und die des Unparteiischen „endgültig und für beide Regierungen bindend“. Es handelt sich somit um ein Schiedsverfahren.

## Gesetzgebungsverfahren
Am 13. Januar 1923 legte das Auswärtige Amt für die Reichsregierung dem Reichstag den Entwurf eines Gesetzes über das am 10. August 1922 unterzeichnete deutsch-amerikanische Abkommen vor, der dem Abkommen zustimmte.

## Beteiligte Personen
Kommissare waren Wilhelm Kiesselbach und Chandler P. Anderson. Infolge von Todesfällen hatte die Kommission nacheinander vier Unparteiische, die alle amerikanische Staatsbürger waren. Der erste war Edwin B. Parker, der zweite James W. Remick. Regierungsvertreter (agent) auf amerikanischer Seite war Robert W. Bonynge.

## Deutsche Gegenansprüche
Auf einer anderen Rechtsgrundlage beruhten Ansprüche deutscher Reedereien gegen die USA wegen der Enteignung von mehr als 100 deutschen Handelsschiffen. Art. 3 des sogenannten Freigabegesetzes der USA vom 10. März 1928 sah die Einsetzung eines Schiedsgerichts für Kriegsansprüche vor, das u. a. über eine Entschädigung für enteignete Handelsschiffe entscheiden sollte. Dieses Schiedsgericht, ein auf Grund amerikanischen Bundesrechts fungierendes Sondergericht, wurde von dem Unparteiischen der gemischten Kommission geleitet, die über Ansprüche gegen Deutschland befinden sollte. Die deutschen Interessen vor diesem Gericht vertrat der spätere Senatspräsident beim Hanseatischen Oberlandesgericht Hamburg Melchior von der Decken.

## Gegenstand der Kommissionsarbeit
Es war über 20.000 Ansprüche mit einem Volumen von rd. 200 Millionen US-Dollar zu entscheiden. Für diese Ansprüche haftete das von der US-Regierung beschlagnahmte deutsche Privatvermögen. Infolge des Abarbeitens der Ansprüche konnten 1928 80 % dieser Vermögenswerte freigegeben werden. Zu den Ansprüchen gehörten auch die aus der Black-Tom-Explosion, einem Sprengstoffanschlag aus dem Jahre 1916 auf ein Munitionsdepot. Aufgrund der Entscheidungen der Kommission leistete Deutschland Zahlungen bis in die 1970er Jahre.